# Divlja magija
Divlja magija je strip o multiverzumu i fantastičnom svetu Gei, koji se zasniva na slovenskoj mitologiji. Junak stripa je Adam Avarom, poslednji član loze kraljeva tog sveta, u kome se budi divlja magija, sila koju su zmajevi ostavili kraljevima Gee na čuvanje.
Scenarista i urednik stripa je bio Milan Konjević, crtač Bojan Vukić. Ukupno je objavljeno 12 mesečnih svezaka ovog stripa (2006. i 2007) sa dva pripovedna ciklusa.

## Priča
Adam Kovalski ,17 godina, jedini je preživeli avionske nesreće koja se desila nad ulicama Ist-Koust Polisa. Iako se letelica raspala iznad grada, nekim čudom, momak je preživeo.
U isto vreme, mediji objavljuju adamovu sliku širom sveta. Blizanci Zulb, Demoni-Gvozdenzubi, sa sveta paralelnog našem kreću u potragu za momkom.
Iako ne razume šta se dešava, Adam se nalazi u sred borbe sa demonima. Gorki, gnom sa istog sveta sa kojeg i Gvozdenzubi potiču, pomaže mu u bekstvu.
Adam saznaje da je njegovo pravo ime Adam Avarom, i da je poslednji izdanak loze kraljeva sa tog sveta, koji se zove Gea. Takođe, saznaje da se u njemu budi divlja magija, moć koju su drevni zmajevi predali kraljevima Gee na čuvanje. Ukoliko ne nauči da koristi moć, ona će ga uskoro uništiti..
Adam i Gorki prolaze kroz prolaz između svetova, i padaju na Geu. Misteriozna crvenokosa devojka, Adana, ubija demona koji ih juri. Spašeni od demona, Adam i Gorki se priključuju Adani njenim ratnicima u borbi protiv zla.

## Glavni likovi
- Adam Avarom - poslednji izdanak loze kraljeva na svetu Gei, i poslednji nosilac Divlje magije.
- Gorki - gnom sa Geje, dvorski učitelj Adamovog oca.
- Adana - crvenokosa ratnica.
- Džek Kovalski - Adamov očuh, policajac.
- Kapetan Badog- Adanin verni pratilac i saborac